# Кубок Польщі з футболу
Кубок Польщі з футболу (пол. Puchar Polski w piłce nożnej) — футбольні змагання в Польщі, засновані в 1925 році. Найпрестижніший і наймасовіший турнір, у якому беруть участь як професіональні так і аматорські клуби.

## Історія
Перша ідея створення «змагань за Кубок Польщі» була запропонована у липні 1921 редакторами тижневика «Tygodnik Sportowy», але не отримала належної підтримки з боку футбольних клубів.
У грудні 1923 керівництво Польського Футбольного Союзу (ПЗПН) (пол. Polski Związek Piłki Nożnej) оголосило про те, що з весни 1924 відбудуться «окружні кубкові змагання». Не були вони змаганнями за Кубок Польщі, так як закінчувалися на регіональному рівні.
Праці про проєкт змагань за Кубок Польщі (тоді «Кубок Польщі ПЗПН») почалися весною 1925, а 16 вересня 1925 року у Кракові офіційно був затверджений регламент змагань. Мав відбутися у двох етапах. Восени 1925 планувано визначити переможців у кожних округах, які весною 1926 мали змагатися за Кубок Польщі. У кожному раунді відбувався тільки один матч (без матчу відповіді), а його переможець проходив до наступного раунду.
Перші матчі розіграшу Кубка Польщі відбулися в жовтні 1925. У зв'язку з ігноруванням більшістю клубів цих змагань вирішено тимчасово їх припинити. Тільки у сезоні 1950/1951 було відновлено змагання за Кубок Польщі. У сезоні 1951 чемпіоном Польщі було визнано володаря Кубка, і попри те, що чемпіонат виграла краківська «Вісла», володарем було визнано хожувський «Рух». Це була перша і поки що єдина така практика у польському футболі.
З 60-их років володар Кубка Польщі (або його фіналіст) має можливість брати участь у європейських кубках (до сезону 1998/1999 у Кубку Володарів Кубків УЄФА, з 1999 року — в Кубку УЄФА, у 2009–2020 та з 2024 року — у Лізі Європи, а у 2021–2023 роках – у Лізі конференцій).

## Усі фінали Кубка Польщі
| Сезон | Переможець                               | Рахунок       | Фіналіст               |
| ----- | ---------------------------------------- | ------------- | ---------------------- |
|       |                                          |               |                        |
| 1926  | «Вісла» (Краків)                         | 2:1           | «Спарта» (Львів)       |
| 1951  | «Рух» (Хожув)                            | 2:0           | «Гвардія» (Краків)     |
| 1952  | «Колеяж» (Варшава)                       | 1:0           | ЦВКС Іб «Варшава»      |
| 1954  | «Гвардія» (Варшава)                      | 0:0, 3:1      | «Легія» (Варшава)      |
| 1955  | «Легія» (Варшава)                        | 5:0           | «Лехія» (Гданськ)      |
| 1956  | «Легія» (Варшава)                        | 3:0           | «Гурник» (Забже)       |
| 1957  | ЛКС «Лодзь»                              | 2:1           | «Гурник» (Забже)       |
| 1962  | «Заглембє» (Сосновець)                   | 2:1           | «Гурник» (Забже)       |
| 1963  | «Заглембє» (Сосновець)                   | 2:0           | «Рух» (Хожув)          |
| 1964  | «Легія» (Варшава)                        | 2:1 дод.      | «Полонія» (Битом)      |
| 1965  | «Гурник» (Забже)                         | 4:0           | «Чарні» (Жагань)       |
| 1966  | «Легія» (Варшава)                        | 2:1 дод.      | «Гурник» (Забже)       |
| 1967  | «Вісла» (Краків)                         | 2:0           | «Ракув» (Ченстохова)   |
| 1968  | «Гурник» (Забже)                         | 3:0           | «Рух» (Хожув)          |
| 1969  | «Гурник» (Забже)                         | 2:0           | «Легія» (Варшава)      |
| 1970  | «Гурник» (Забже)                         | 3:1           | «Рух» (Хожув)          |
| 1971  | «Гурник» (Забже)                         | 3:1           | «Заглембе» (Сосновець) |
| 1972  | «Гурник» (Забже)                         | 5:2           | «Легія» (Варшава)      |
| 1973  | «Легія» (Варшава)                        | 0:0, пен. 4:2 | «Полонія» (Битом)      |
| 1974  | «Рух» (Хожув)                            | 2:0           | «Гвардія» (Варшава)    |
| 1975  | «Сталь» (Ряшів)                          | 0:0, пен. 3:2 | РОВ-2 «Рибник»         |
| 1976  | «Шльонськ» (Вроцлав)                     | 2:0           | «Сталь» (Мелець)       |
| 1977  | «Заглембє» (Сосновець)                   | 1:0           | «Полонія» (Битом)      |
| 1978  | «Заглембє» (Сосновець)                   | 2:0           | «П'яст» (Гливиці)      |
| 1979  | «Арка» (Гдиня)                           | 2:1           | «Вісла» (Краків)       |
| 1980  | «Легія» (Варшава)                        | 5:0           | «Лех» (Познань)        |
| 1981  | «Легія» (Варшава)                        | 1:0 дод.      | «Погонь» (Щецин)       |
| 1982  | «Лех» (Познань)                          | 1:0           | «Погонь» (Щецін)       |
| 1983  | «Лехія» (Гданськ)                        | 2:1           | «П'яст» (Гливиці)      |
| 1984  | «Лех» (Познань)                          | 3:0           | «Вісла» (Краків)       |
| 1985  | «Відзев» (Лодзь)                         | 0:0, пен. 3:1 | ГКС «Катовиці»         |
| 1986  | ГКС «Катовиці»                           | 4:1           | «Гурник» (Забже)       |
| 1987  | «Шльонськ» (Вроцлав)                     | 0:0, пен. 4:3 | ГКС «Катовиці»         |
| 1988  | «Лех» (Познань)                          | 1:1, пен. 3:2 | «Легія» (Варшава)      |
| 1989  | «Легія» (Варшава)                        | 5:2           | «Ягеллонія» (Білосток) |
| 1990  | «Легія» (Варшава)                        | 2:0           | ГКС «Катовиці»         |
| 1991  | ГКС «Катовиці»                           | 1:0           | «Легія» (Варшава)      |
| 1992  | «Мєдзь» (Легниця)                        | 1:1, пен. 4:3 | «Гурник» (Забже)       |
| 1993  | ГКС «Катовиці»                           | 1:1, пен. 5:4 | «Рух-2» (Хожув)        |
| 1994  | «Легія» (Варшава)                        | 2:0           | ЛКС «Лодзь»            |
| 1995  | «Легія» (Варшава)                        | 2:0           | ГКС «Катовиці»         |
| 1996  | «Рух» (Хожув)                            | 1:0           | ГКС «Белхатув»         |
| 1997  | «Легія» (Варшава)                        | 2:0           | ГКС «Катовиці»         |
| 1998  | «Аміка» (Вронкі)                         | 5:3 дод.      | «Алюмініум» (Конін)    |
| 1999  | «Аміка» (Вронкі)                         | 1:0           | ГКС «Белхатув»         |
| 2000  | «Аміка» (Вронкі)                         | 2:2, 3:0      | «Вісла» (Краків)       |
| 2001  | «Полонія» (Варшава)                      | 2:1, 2:2      | «Гурник» (Забже)       |
| 2002  | «Вісла» (Краків)                         | 4:2, 4:0      | «Аміка» (Вронки)       |
| 2003  | «Вісла» (Краків)                         | 0:1, 3:0      | «Відзев» (Лодзь)       |
| 2004  | «Лех» (Познань)                          | 2:0, 0:1      | «Легія» (Варшава)      |
| 2005  | «Дискоболія» (Гродзиськ-Великопольський) | 2:0, 0:1      | «Заглембє» (Любін)     |
| 2006  | «Вісла» (Плоцьк)                         | 3:2, 3:1      | «Заглембє» (Любін)     |
| 2007  | «Дискоболія» (Гродзиськ-Великопольський) | 2:0           | «Корона» (Кельці)      |
| 2008  | «Легія» (Варшава)                        | 0:0, пен. 4:3 | «Вісла» (Краків)       |
| 2009  | «Лех» (Познань)                          | 1:0           | «Рух» (Хожув)          |
| 2010  | «Ягеллонія» (Білосток)                   | 1:0           | «Погонь» (Щецин)       |
| 2011  | «Легія» (Варшава)                        | 1:1, пен. 5:4 | «Лех» (Познань)        |
| 2012  | «Легія» (Варшава)                        | 3:0           | «Рух» (Хожув)          |
| 2013  | «Легія» (Варшава)                        | 2:0, 0:1      | «Шльонськ» (Вроцлав)   |
| 2014  | «Завіша» (Бидгощ)                        | 0:0, пен. 6:5 | «Заглембє» (Любін)     |
| 2015  | «Легія» (Варшава)                        | 2:1           | «Лех» (Познань)        |
| 2016  | «Легія» (Варшава)                        | 1:0           | «Лех» (Познань)        |
| 2017  | «Арка» (Гдиня)                           | 2:1 дч        | «Лех» (Познань)        |
| 2018  | «Легія» (Варшава)                        | 2:1           | «Арка» (Гдиня)         |
| 2019  | «Лехія» (Гданськ)                        | 1:0           | «Ягеллонія» (Білосток) |
| 2020  | «Краковія» (Краків)                      | 3:2 дч        | «Лехія» (Гданськ)      |
| 2021  | «Ракув» (Ченстохова)                     | 2:1           | «Арка» (Гдиня)         |
| 2022  | «Ракув» (Ченстохова)                     | 3:1           | «Лех» (Познань)        |
| 2023  | «Легія» (Варшава)                        | 0:0, пен. 6:5 | «Ракув» (Ченстохова)   |
| 2024  | «Вісла» (Краків)                         | 2:1 дч        | «Погонь» (Щецин)       |
| 2025  | «Легія» (Варшава)                        | 4:3           | «Погонь» (Щецин)       |

## Статистика за історію

### Найуспішніші клуби
За всю історію проведення розіграшу Кубка Польщі фіналістами ставали 33 клуби. Лідером класифікації є «Легія» (Варшава), який має втричі більше здобутих титулів від другого у класифікації «Гурника» (Забже).
| №.  | Клуб                                     | Місця на подіум | Місця на подіум | Переможні сезони |
| №.  | Клуб                                     | Володар         | Фіналіст        | Переможні сезони |
| --- | ---------------------------------------- | --------------- | --------------- | --- |
| 1.  | «Легія» (Варшава)                        | 21              | 6               | 1955, 1956, 1964, 1966, 1973, 1980, 1981, 1989, 1990, 1994, 1995, 1997, 2008, 2011, 2012, 2013, 2015, 2016, 2018, 2023, 2025 |
| 2.  | «Гурник» (Забже)                         | 6               | 7               | 1965, 1968, 1969, 1970, 1971, 1972                                                                                           |
| 3.  | «Лех» (Познань)                          | 5               | 6               | 1982, 1984, 1988, 2004, 2009                                                                                                 |
| 3.  | «Вісла» (Краків)                         | 5               | 6               | 1926, 1967, 2002, 2003, 2024                                                                                                 |
| 5.  | «Заглембє» (Сосновець)                   | 4               | 5               | 1962, 1963, 1977, 1978 |
| 6.  | «Рух» (Хожув)                            | 3               | 5               | 1951, 1974, 1996 |
| 6.  | ГКС «Катовиці»                           | 3               | 5               | 1986, 1991, 1993 |
| 8.  | «Аміка» (Вронкі)                         | 3               | 1               | 1998, 1999, 2000 |
| 9.  | «Арка» (Гдиня)                           | 2               | 2               | 1979, 2017 |
| 9.  | «Лехія» (Гданськ)                        | 2               | 2               | 1983, 2019 |
| 9.  | «Ракув» (Ченстохова)                     | 2               | 2               | 2021, 2022 |
| 12. | «Шльонськ» (Вроцлав)                     | 2               | 1               | 1976, 1987 |
| 13. | «Полонія» (Варшава)                      | 2               | -               | 1952, 2001 |
| 14. | «Дискоболія» (Гродзиськ-Великопольський) | 1               | -               | 2005, 2007 |
| 15. | «Ягеллонія» (Білосток)                   | 1               | 2               | 2010 |
| 16. | «Гвардія» (Варшава)                      | 1               | 1               | 1954 |
| 16. | ЛКС «Лодзь»                              | 1               | 1               | 1957 |
| 16. | «Вісла» (Плоцьк)                         | 1               | 1               | 2006 |
| 19  | «Краковія» (Краків)                      | 1               | -               | 2020 |
| 19  | «Сталь» (Ряшів)                          | 1               | -               | 1975 |
| 19  | «Відзев» (Лодзь)                         | 1               | -               | 1985 |
| 19  | «Мєдзь» (Легниця)                        | 1               | -               | 1992 |
| 19  | «Завіша» (Бидгощ)                        | 1               | -               | 2014 |
| 24. | «Погонь» (Щецин)                         | -               | 5               | - |
| 24. | «Полонія» (Битом)                        | -               | 3               | - |
| 24. | «Заглембе» (Любін)                       | -               | 3               | - |
| 27. | ГКС «Белхатув»                           | -               | 2               | - |
| 27. | «П'яст» (Гливиці)                        | -               | 2               | - |
| 29. | «Алюмініум» (Конін)                      | -               | 1               | - |
| 29. | «Корона» (Кельці)                        | -               | 1               | - |
| 29. | «Легія-2» (Варшава)                      | -               | 1               | - |
| 29. | РОВ-2 «Рибник»                           | -               | 1               | |
| 29. | «Рух-2» (Хожув)                          | -               | 1               | - |
| 29. | «Спарта» (Львів)                         | -               | 1               | - |
| 29. | «Сталь» (Мелець)                         | -               | 1               | - |
| 29. | «Чарні» (Жагань)                         | -               | 1               | - |